# Tibor Selymes
Tibor Selymes, född 14 maj 1970, är en rumänsk fotbollstränare som senast tränade fotbollsklubben Olimpia Satu Mare. Han är också före detta professionell fotbollsspelare som spelade som vänsterback för fotbollsklubbarna Brașov, Dinamo București, Cercle Brugge, Anderlecht, Standard Liège, Haladás, Debreceni och AEL Limassol mellan 1987 och 2005. Han vann en Liga I med Dinamo București (1991-1992) och en gång det belgiska ligamästerskapet med Anderlecht (1999-2000). Han spelade också 46 landslagsmatcher för det rumänska fotbollslandslaget mellan 1992 och 1999.
Efter den aktiva spelarkarriären har Selymes varit tränare för FC Sopron, CF Liberty Oradea, Sportul, Astra Ploiești, Târgu Mureș, Dinamo II București, Săgeata Năvodari, Kaposvári Rákóczi, Oțelul Galați och Petrolul Ploiești.